# Maag Music & Arts
Maag Music & Arts AG (Dachmarke Maag Moments) ist ein Theaterbetreiber und Organisator von Musicals, Konzerten und Ausstellungen in Zürich. Ausserdem ist das Unternehmen im Bereich Gastronomie tätig.
Darko Soolfrank und Guido Schilling brachten 1995 das Musical Space Dream in Baden auf die Bühne, das bis ins Jahr 2000 aufgeführt wurde.
Im Jahr 2002 gründeten Soolfrank und Schilling in Zürich die Music & Arts AG. Das Unternehmen übernahm 2002 in Zürich die ehemalige Industriehalle in der Nähe der Hardbrücke und baute diese in ein Theater um. 
Das Unternehmen betreibt in Zürich die MAAG Halle (Theater mit 930 Sitzplätzen) sowie in Zürich Oerlikon die Halle 622 (Platz für bis zu 3500 Personen) und beschäftigt rund 70 Festangestellte und mehrere Hundert temporär Mitarbeitende.
Seit Januar 2024 tritt das Unternehmen unter dem Dachmarkennamen Maag Moments auf.

## Eigenproduktionen
Nebst eingekauften Shows und Vermietung der Hallen ist Maag Moments bekannt für ihre Musical-Eigenproduktionen, die auf die Bühne der Maag-Halle gebracht werden:
- Deep (2002)
Musik: Markus Schönholzer, Texte: Charles Lewinsky
- Ewigi Liebi (2007–2012 und 2017–2018)
Text und Musik: Roman Riklin, Regie: Dominik Flaschka. Mit 720’000 Besucher das erfolgreichste Schweizer Musical
- Die Schweizermacher (2010/2011)
Musik und Liedtexte: Markus Schönholzer
- Cyclope (2014)
Nouveau-Cirque-Produktion
- Mein Name ist Eugen (2016)
Text und Musik: Roman Riklin, Regie: Dominik Flaschka
- Break the Tango (2016)
Tanzshow
- Space Dream (2022), auf Schweizerdeutsch
- Sister Äct (2022/2023 und 2023/2024), auf Schweizerdeutsch
- Billy Elliot (2024/2025), deutschsprachige Erstaufführung

## Lichthalle Maag (immersive Ausstellungen)
In den Jahren 2019 und 2020 brachte Maag Moments die ersten immersiven Ausstellungen nach Zürich. Diese fanden im Foyer der Maag-Halle statt.
- Hodler, Klee – Illuminated Art (2019)
- Van Gogh Alive (2020)

Seit 2021 finden die immersiven Ausstellungen in der wenige Schritte von der Maag-Halle entfernt gelegen Lichthalle Maag statt. Diese ehemalige Industriehalle war vorgängig in einen Konzertsaal umgebaut worden und wurde als Provisorium (Tonhalle Maag) genutzt, da die Tonhalle Zürich von 2017 bis 2021 totalsaniert wurde. 
Bislang wurden in der Lichthalle Maag folgende Ausstellungen gezeigt:
- Viva Frida Kahlo (2021/2022)
- Monet’s Immersive Garden (2022)
- Klimts Kuss – Spiel mit dem Feuer (2022/2023)
- Imagine Picasso (2023/2024)
- Leonardo da Vinci (2024)
- Tutanchamun Immersiv – Die Schätze des Pharaos (2024/2025)
- Die Legende der Titanic (geplant ab 4. September 2025)

## Gastronomie
Maag Moments ist auch in der Gastronomie tätig und betreibt die folgenden Gastronomie-Betriebe:
- Bistro k2, Zürich Hardbrücke
- Waldkantine, Zürich Stettbach
- Zum Frischen Max, Zürich Oerlikon
- Gump, Oberer Letten in Zürich

Ausserdem ist Maag Moments Initiantin und Teilhaberin der Gastronomiebetriebe Frau Gerolds Garten, Micas Garten, Haus am Fluss und dem Wienachtsdorf am Zürcher Bellevue.